# Nakasendō
Nakasendō (中山道 Camino en medio de las montañas?) era una de las cinco principales rutas del periodo Edo (junto con Tōkaidō, Kōshū Kaidō, Ōshū Kaidō y Nikkō Kaidō) y una de las dos que conectaban Edo (hoy Tokio) con Kioto en Japón. 
En el camino había 69 estaciones entre ambas ciudades, que atravesaban las provincias de Musashi, Kōzuke, Shinano, Mino y Ōmi.
A diferencia de Tōkaidō, que iba por la costa, Nakasendō se localizaba tierra adentro. Muchas personas, preferían viajar por este camino debido a que no era necesario vadear ningún río.
Al día de hoy pocas secciones del camino original sobreviven y quizá la sección más famosa es una de ocho kilómetros de largo localizada en el Valle Kiso, entre Tsumago-juku en la prefectura de Nagano y Magome-juku en la prefectura de Gifu.